# Теневые советники
Теневые советники (фр. Les Hommes de l'ombre) — французский телевизионный сериал, производства компаний Macondo Productions, Tétra Média Fiction и Stephan Films, при участии France Televisions и TV5 Monde. Авторы сюжета — Дэн Франк, Фредерик Телье, Шарлин де Лепин и Эммануэль Досе, постановщик — Фредерик Телье. Демонстрировался во Франции с 25 января 2012 по каналу France 2. Закуплен для показа в 12 странах, в том числе в Германии и Великобритании, где демонстрировался под названием «Спин».

## Первый сезон

### Сюжет
Президент Франции смертельно ранен при посещении завода в Сент-Этьене, где отчаявшийся рабочий алжиро-французского происхождения привел в действие пояс смертника. Глава правительства Филипп Делёвр становится исполняющим обязанности президента до проведения досрочных выборов. Для того, чтобы в атмосфере страха обеспечить себе победу, он скрывает правду о покушении, объявляя о террористической атаке Аль-Каиды и введя в стране предпоследний уровень террористической угрозы.
Друг и спин-доктор погибшего президента Симон Капита, работающий в Нью-Йорке, прибывает во Францию, чтобы помешать неразборчивому в средствах Делёвру занять Елисейский дворец. В противовес премьер-министру Капита выдвигает кандидатом от правых госсекретаря по социальным вопросам Анн Визаж. В свою очередь, Делёвр нанимает спин-доктором совершенно беспринципного пиарщика Людовика Демёза, бывшего протеже и компаньона Симона Капиты, передавшего ему своё пиар-агентство «Пигмалион». Жена (фактически, бывшая) Капиты, журналистка Аполлина Вермлер, проводит собственное расследование, пытаясь разоблачить правительственную ложь о теракте.
В начавшейся предвыборной гонке соперники используют все средства: шантаж, компромат, шпионаж, прослушку, и вступают в закулисные политические сделки с центристами и левыми. В результате Капите удается вывести свою кандидатку во второй тур выборов, где ей предстоит сразиться с лидером левых Аленом Маржори.

### Эпизоды
1. Покушение / L'attentat
2. Кандидатка / La candidate
3. Завоевание центра / La conquête du centre
4. Свидетель / Le témoin
5. Сплочение / Le ralliement
6. Предательства / Trahisons

### В ролях
- Натали Бай — Анн Визаж
- Брюно Волкович — Симон Капита
- Грегори Фитусси — Людовик Демёз
- Клементин Пуадатц — Валентина
- Валери Карсанти — Аполлина Времлер
- Филипп Маньян — Филипп Делёвр
- Никола Марье — Ален Маржори
- Ив Пиньо — Робер Палисси, лидер центристов
- Филипп Эриссон — Генелон
- Абдельхафид Металси — комиссар Малик Жандр, шеф президентской охраны
- Марианн Фаббро — Жюльетт Капита, дочь Симона

## Второй сезон
После успеха показа первого сезона было решено снимать продолжение, но в феврале 2013 Натали Бай отказалась в нем участвовать, и уже готовый сценарий пришлось полностью переписывать, а съемки отложить до октября.

### Сюжет
Психически неуравновешенная жена президента Маржори попадает в автомобильную аварию, в которой погибает ее любовник. Министр внутренних дел Бенуа Юссан пытается скрыть информацию об инциденте, а тем временем исламские террористы захватывают в заложники французов, работающих на газовом месторождении в Алжире. Они требуют освободить своего лидера, сидящего в секретной французской тюрьме в Северной Африке. При неудачной попытке штурма алжирскими войсками часть заложников гибнет.
Президент уговаривает Капиту занять при нем должность спин-доктора. Вскоре Маржори временно выбывает из строя по болезни, и руководство страной фактически переходит к генеральному секретарю кабинета Габриели Такишьефф, которая пытается найти выход из кризиса.
Бывший премьер-министр и нынешний лидер оппозиции Филипп Делёвр при помощи Людовика Демёза намеревается скомпрометировать кабинет и добиться его отставки. При посредничестве Демёза свои услуги правительству предлагает международный аферист Бакян, представляющий интересы различных преступных организаций — от арабских террористов до лидеров русских криминально-промышленных группировок («олигархов»), и шантажирующий генерального секретаря.
Аполлина Времлер отправляется в Алжир, чтобы расследовать деятельность Бакяна. Демёз через любовницу Бенуа Юссана добывает отчет об автомобильной аварии, и намеревается использовать этот компромат против президента, но Делёвр не желает прибегать к таким грязным методам, в конечном счете способным скомпрометировать всю политическую элиту, и прекращает сотрудничество с его пиар-агентством.
Выздоровевший Маржори узнает о предательстве Бакяна, работающего на террористов, и добившегося освобождения их главаря, и приказывает уничтожить обоих. Юссан, скомпрометированный и вынужденный уйти в отставку, кончает с собой. Делёвр добивается отстранения Людовика Демёза от руководства «Пигмалионом», и возвращает директорское кресло Симону Капите.

### Эпизоды
1. Авария / L'accident
2. Война нервов / La guerre des nerfs
3. Заложники / Otages
4. Ложка дьявола / La cuillère du diable
5. Шантаж / Chantage
6. Осуществление власти / L'exercice du pouvoir

### В ролях
- Никола Марье — Ален Маржори
- Кароль Буке — Элизабет Маржори
- Брюно Волкович — Симон Капита
- Ор Атика — Габриель Такишьефф
- Грегори Фитусси — Людовик Демёз
- Эмманюэль Бах — Аполлина Времлер
- Оливье Рабурден — Бенуа Юссан
- Филипп Маньян — Филипп Делёвр
- Ив Пиньо — Робер Палисси, лидер центристов
- Стефани Крейянкур — Роз Сарфати, любовница Бенуа Юссана
- Питер Хадсон — Бакян
- Марианн Фаббро — Жюльетт Капита, дочь Симона

## Третий сезон
Несмотря на снижение рейтинга во втором сезоне, было решено продлить сериал еще на один сезон.

## Награды и номинации
| Год  | Награда                               | Категория                                 | Имя               | Результат | Ссылка      |
| ---- | ------------------------------------- | ----------------------------------------- | ----------------- | --------- | ----------- |
| 2012 | FIPA                                  | Лучшая актриса                            | Натали Бай        | Победа    | [ 1 ]       |
| 2012 | Телевизионный фестиваль в Монте-Карло | Премия прессы — лучший французский сериал |                   | Победа    | [ 2 ] [ 3 ] |
| 2012 | Телевизионный фестиваль в Монте-Карло | Лучший мини-сериал                        |                   | Номинация |             |
| 2012 | Телевизионный фестиваль в Монте-Карло | Лучший актер                              | Брюно Волкович    | Номинация |             |
| 2013 | Хрустальный Глобус                    | Лучший телефильм или телесериал           |                   | Номинация | [ 2 ] [ 4 ] |
| 2014 | Телевизионный фестиваль в Ла-Рошели   | Лучший французский телесериал             | Сезон 2, эпизод 1 | Номинация |             |